# LAR-160
LAR-160 (Light Artillery Rocket-160)  — ізраїльська реактивна система залпового вогню

## Історія
Розроблена фірмою IMI на початку 80-х років переважно для експортних поставок. Конструкція модульна, тобто блок некерованих ракет різної ємності (13,18 або 25 ракет) споряджається на заводі в герметичних контейнерах (можуть зберігатися до 15 років), які за бажанням замовника можуть бути змонтовані на самохідному гусеничному або колісному шасі (AMX-13, М47 / 48, М548, М109, вантажівки, джип HMMWV) або ж на буксируваному причепі. Контейнери є одноразовими. У момент пуску снаряд зриває передню кришку напрямної, а задня кришка відкидається газами, що виходять з реактивного двигуна.

## Конструкція

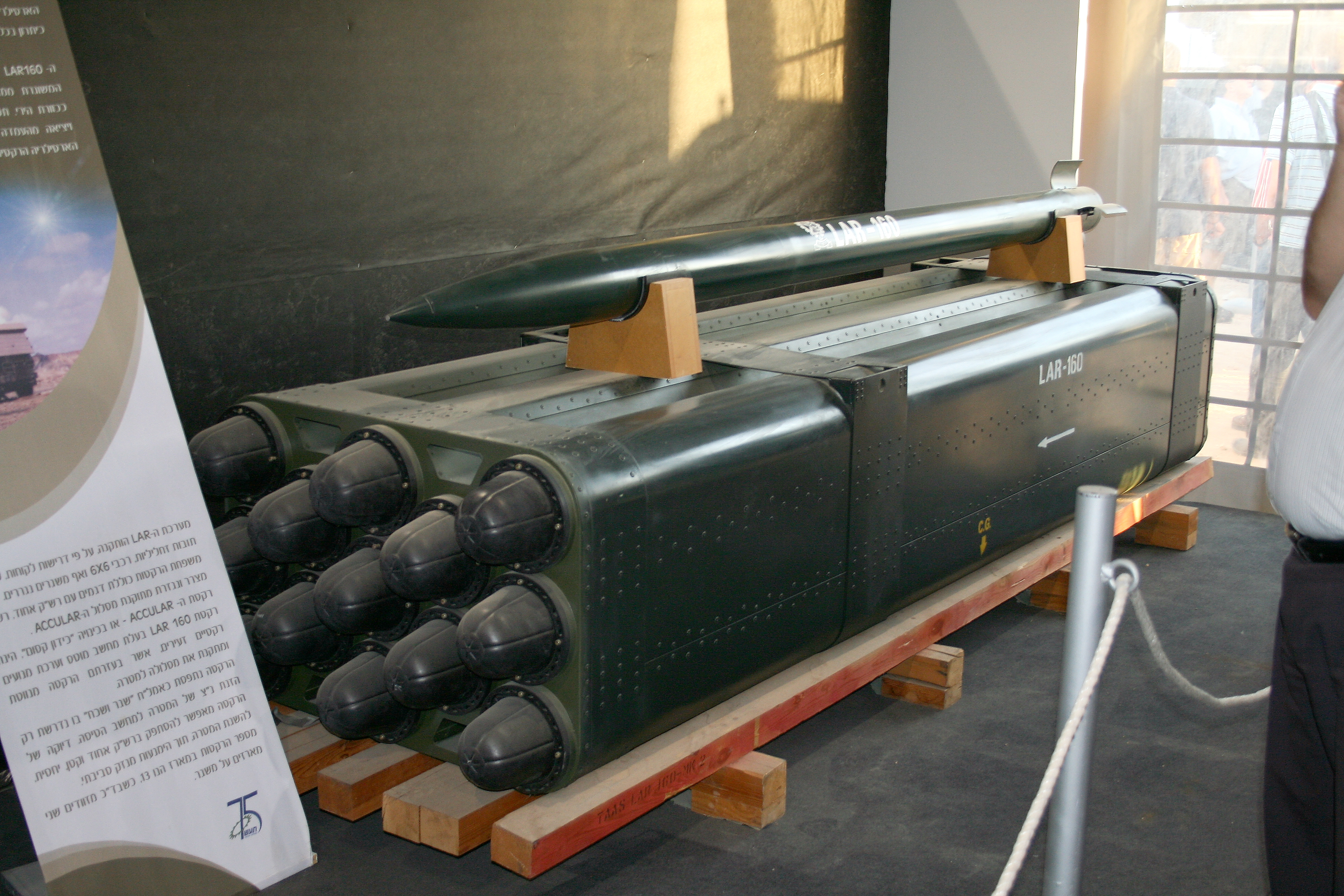

В LAR-160 використовуються такі типи некерованих ракет:
- Мк I (з осколково-фугасною бойовою частиною, озброєною детонатором ударної дії або радіодетонатором). Дальність польоту — 30 км.
- Мк II (з осколково-фугасною або касетною бойовою частиною, причому остання оснащена електронним годиннковим детонатором). Дальність польоту — 34 — 35 км.
- Мк IV (з осколково-фугасною або касетною бойовою частиною). Дальність польоту — 45 км.
- AccuLar (з касетною бойовою частиною)[1].

Касетна бойова частина здатна накрити територію площею 31 400 квадратних метрів. Вона складається з 104 бойових елементів М85 кумулятивно-осколкової дії, кожен з яких може пробити 120-мм броню і має ефективний радіус ураження живої сили 7 метрів.

## Оператори

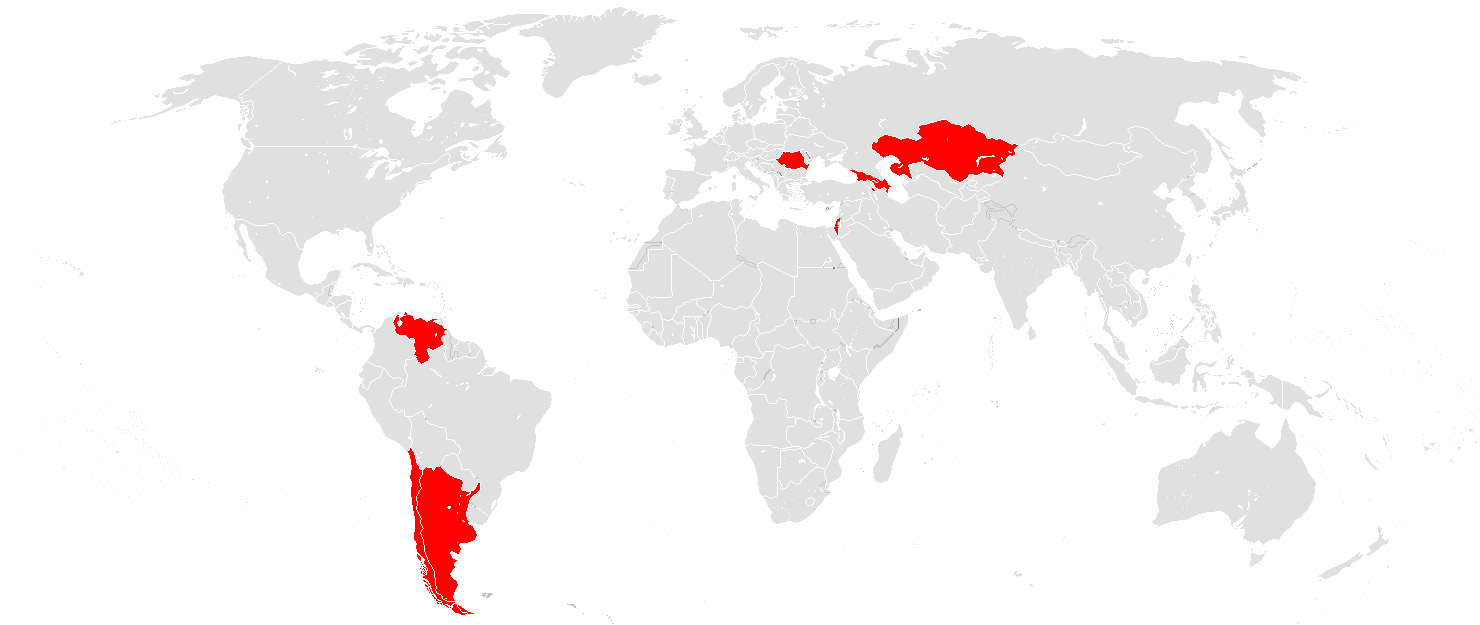
Розповсюдження LAR-160 у світі станом на 2013

Ізраїль. На озброєнні з 1983 був варіант на шасі танка АМХ-13 зі снарядами Мк I. Нині — в резерві.
 Румунія. Місцеві сухопутні війська використовують місцеву модифікацію LAR-160 — LAROM на базі вантажівки DAC-25.360 6x6.
 Аргентина. З ізраїльською допомогою розроблено варіант на базі легкого танка ТАМ під назвою VCLC-CAL (Cohete de Artilleria Ligero).
 Венесуела. 20 LAR-160, на базі танка AMX-13, по два 18-зарядних контейнера на кожному, ракети Mk.I.
 Грузія. Поставлено 16 установок на базі вантажівки Mercedes 3341 Actros (6x6). Використовувались в ході війни 2008.
 Азербайджан. В 2007–2009 поставлено 30 LAR-160 на базі КамАЗ-63502 (8х8). Місцева назва — Leyasan.
 Казахстан. Поставлено 18 РСЗВ на базі КамАЗ-63502 (8х8), місцева назва — «Найза». Є данні про розгортання ліцензійного виробництва.
 Чилі. 10 LAR-160, поставки в 1994.

## Галерея

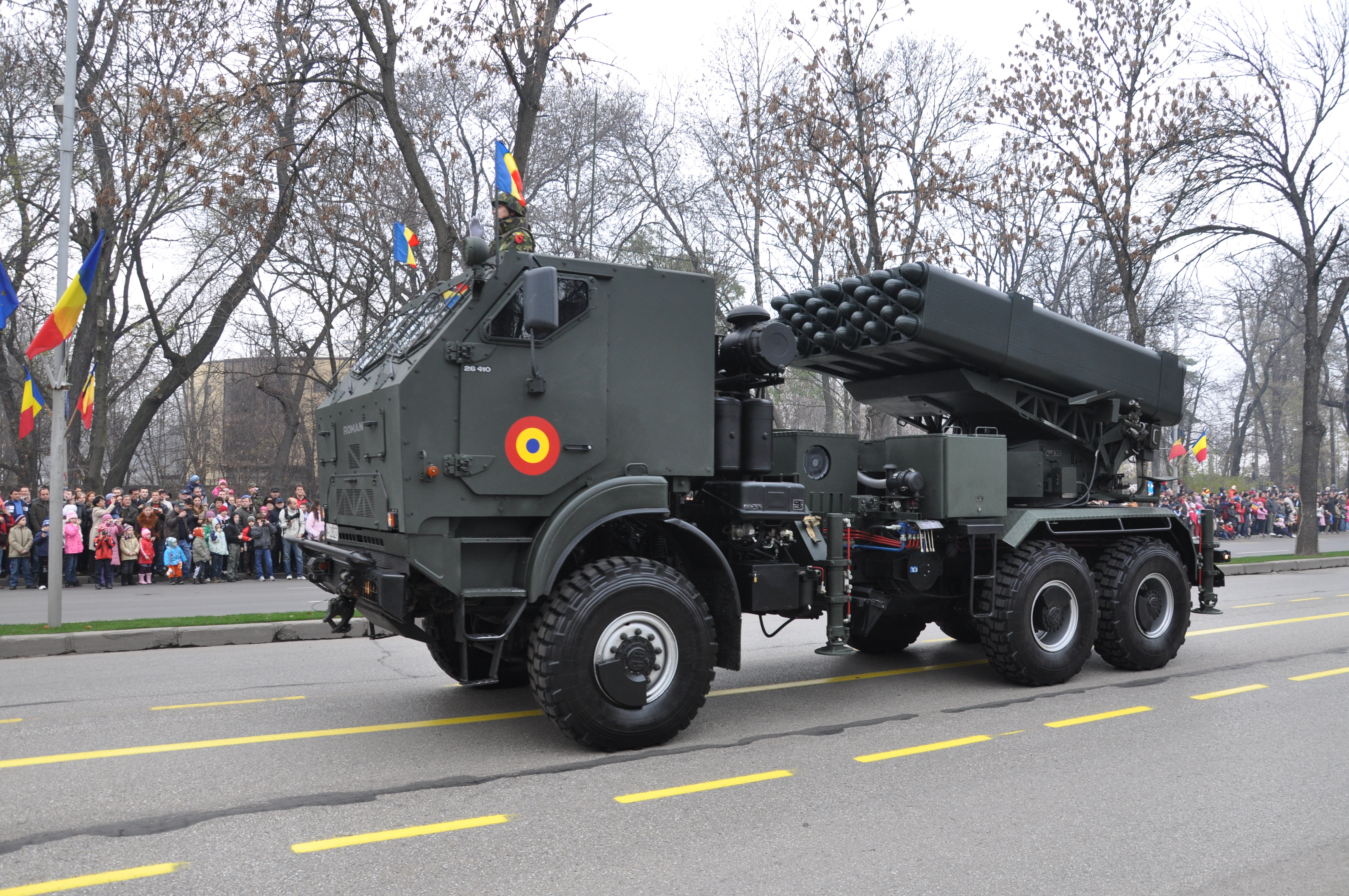
LAROM на параді в Бухаресті, 2010.
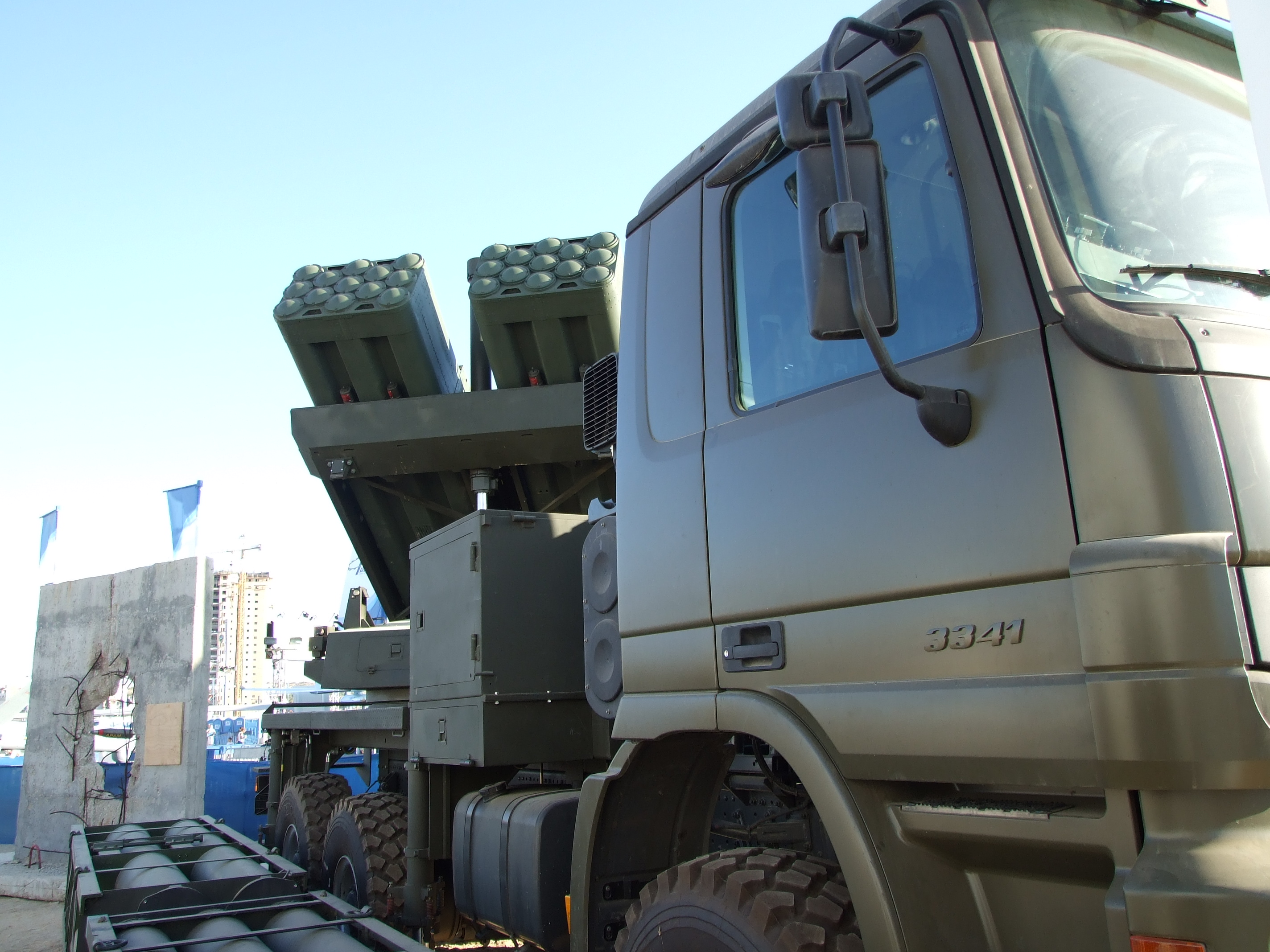
Грузинська установка, 2008.